# Rowland S. Howard
Rowland S. Howard (24. října 1959 – 30. prosince 2009) byl australský kytarista a zpěvák. Byl členem skupiny Crime & the City Solution a od roku 1978 hrál ve skupině The Birthday Party, která se rozpadla v roce 1983. Na přelomu osmdesátých a devadesátých let hrál se skupinou These Immortal Souls. V roce 1991 vydal společné album se zpěvačkou Lydií Lunch nazvané Shotgun Wedding (o několik let dříve hrál i na jejím sólovém albu Honeymoon in Red). Své první sólové album Teenage Snuff Film vydal v roce 1999, druhé nazvané Pop Crimes následovalo o deset let později. Zemřel na rakovinu jater ve svých padesáti letech.